# Cataplexia
La cataplexia (del grec antic καταπλήξις, por) consisteix en episodis sobtats i generalment breus de pèrdua bilateral del to muscular sense perdre la consciència. La majoria de les vegades, ocorre en associació amb emocions intenses; durant l'accés, la hipotonia o flaccidesa muscular fa que la persona caigui sobtadament.
L'atac de cataplexia sobrevé quan la pèrdua de to muscular central, que normalment acompanya el son MOR té lloc durant la vigília. La investigació sobre la cataplexia s'ha centrat en les cèl·lules de la formació reticular cabal que controlen la relaxació muscular durant el son REM: les cèl·lules del nucli magnocel·lular bulbar. És un trastorn del son paradoxal, present amb gran freqüència en narcolèptics, causat per una inhibició generalitzada de les neurones motrius per intrusió d'elements del son REM.
El tractament és farmacològic. Tot i que té una relació amb narcolèpsia, el tractament és diferent.

## Etimologia
El mot cataplexia amb la terminació -plexia és etimològica coherent quan es torna a l'arrel grec però es troba en competició amb noms d'altres símptomes que van utilitzar la terminació llatina tal com hemiplegia. Una proposició de regularitzar-lo en cataplegia no va ser considerada com real, com que correspon a la forma internacional i el Diccionari de l'Institut d'Estudis Catalans va optar per a la forma actual.